# Mèze
Mèze o Mesa (occitano, italiano) è un comune francese di 10 898 abitanti situato nel dipartimento dell'Hérault nella regione dell'Occitania.

## Società

### Evoluzione demografica
Abitanti censiti